# Jeff Backus
(en) Statistiques sur pro-football-reference
Jeffrey Carl Backus (née le 21 septembre 1977) à Midland au Michigan, est un américain, joueur professionnel de football américain ayant évolué au poste de offensive tackle au sein de la National Football League.
Il joue au football universitaire pour l'Université du Michigan. Il est sélectionné en  18e choix global lors du premier tour de la draft 2001 de la NFL par les Lions de Détroit  où il effectuera toute sa carrière (12 ans).

## Carrière universitaire
Backus fréquente la Norcross High School à Norcross dans l'état de Géorgie. Il se fait remarquer en football et en baseball. Il passe sa première année à l'École Mariste de Dunwoody avant de revenir à Norcross.
Il intègre ensuite l'Université du Michigan et joue pendant trois saisons (37 matchs) au football américain pour les Wolverines du Michigan en NCAA Division I FBS.
Lors de son année senior, il est sélectionné par USA Today dans l'équipe type All-America. Il est également élu meilleur Lineman de l'année par le Gwinnett Touchdown Club.

## Carrière professionnelle
| 1,96 m (6 ft 5.1 in)                                                                                         | 141 kg (310 lb) | 5.37 s | 1.87 s | 3.11 s | 4.67 s | 8.27 s | 0,69 m (2 ft 3 in) | 2,51 m (8ft 2.8in) | 25 reps |
| Tous les paramètres mesurables ont été prises à la NFL Scouting Combiner. Voir aussi le rapport superviseur. |                 |        |        |        |        |        |                    |                    |         |

En juillet 2001, Jeff Backus signe avec les Lions de Détroit, un contrat de 5 ans pour une somme de 7 millions incluant un bonus à la signature de 3,2 millions de $. En juillet 2006, Jeff Backus signe une prolongation de contrat de 6 ans pour 40 millions de $.
Il se blesse le 22 novembre 2012 mettant fin à une série de 186 matchs consécutifs comme titulaire. Le 14 mars 2013, Backus prend sa retraite.

## Statistiques NFL
| Saisons         | Équipes         | Pos.            | N°              |      | Matchs | Matchs |    | Fumbles | Fumbles | Fumbles |      | Sacks et tackles | Sacks et tackles | Sacks et tackles |  | Sft. |
| Saisons         | Équipes         | Pos.            | N°              | M.J. | M.T    | FF     | FR | TD      | Sk.     | Tkl.    | Ast. |                  |                  |                  |  | Sft. |
| 2001            | DET             | LT              | 76              | 16   | 16     | 0      | 0  | 0       | 0       | 0       | 0    | 0                |                  |                  |  |      |
| 2002            | DET             | LT              | 76              | 16   | 16     | 0      | 0  | 0       | 0       | 0       | 0    | 0                |                  |                  |  |      |
| 2003            | DET             | LT              | 76              | 16   | 16     | 0      | 1  | 0       | 0       | 0       | 0    | 0                |                  |                  |  |      |
| 2004            | DET             | LT              | 76              | 16   | 16     | 0      | 1  | 0       | 0       | 0       | 0    | 0                |                  |                  |  |      |
| 2005            | DET             | LT              | 76              | 16   | 16     | 0      | 0  | 0       | 0       | 0       | 0    | 0                |                  |                  |  |      |
| 2006            | DET             | LT              | 76              | 16   | 16     | 0      | 0  | 0       | 0       | 0       | 0    | 0                |                  |                  |  |      |
| 2007            | DET             | LT              | 76              | 16   | 16     | 0      | 1  | 0       | 0       | 0       | 0    | 0                |                  |                  |  |      |
| 2008            | DET             | LT              | 76              | 16   | 16     | 0      | 1  | 0       | 0       | 1       | 0    | 0                |                  |                  |  |      |
| 2009            | DET             | LT              | 76              | 16   | 16     | 0      | 0  | 0       | 0       | 3       | 1    | 0                |                  |                  |  |      |
| 2010            | DET             | LT              | 76              | 16   | 16     | 0      | 1  | 0       | 0       | 2       | 0    | 0                |                  |                  |  |      |
| 2011            | DET             | LT              | 76              | 16   | 16     | 0      | 1  | 0       | 0       | 0       | 0    | 0                |                  |                  |  |      |
| 2012            | DET             | LT              | 76              | 15   | 15     | 0      | 0  | 0       | 0       | 0       | 0    | 0                |                  |                  |  |      |
| Carrière en NFL | Carrière en NFL | Carrière en NFL | Carrière en NFL | 191  | 191    | 0      | 6  | 0       | 0       | 7       | 1    | 0                |                  |                  |  |      |

## L'après-carrière
Backus devient coach-stagiaire à temps partiel avec les Lions de Détroit après son départ à la retraite.